# Сандомирский, Герман Борисович
Гершен Беркович (Герман Борисович) Сандомирский (9 марта 1882 — 13 августа 1938) — советский политический деятель, журналист, писатель. Родился в Одессе. Партийные и литературные псевдонимы: «Вячеслав», «Герман», «Герман Маленький», «Анатолий Колосов», «Герман Старубинский».

## Биография
Согласно записи о рождении в канцелярии одесского городового раввина, Григорий Борисович Сандомирский родился 26 декабря (по старому стилю) 1879 года в семье кременчугского (позднее одесского) мещанина Бера (Берки, Бориса) Гамшеевича Сандомирского (1858—?) и Рухли-Леи Ароновны Сандомирской (в девичестве Блиер, 1860—?), заключивших брак там же 16 февраля 1879 года. В 1898 году окончил Одесское коммерческое училище Императора Николая I. С 1901 года — слушатель юридического факультета Женевского университета. Во время учебы присоединился к анархистской группе «Вольная воля». В 1904 году продолжил обучение в Варшаве сначала в университете, а затем — в ветеринарном институте. Осенью 1904 года перевелся в Томский университет, а в 1905 году продолжил обучение на юридическом факультете Киевского университета. С 1906 года — один из руководителей анархистской группы, образовавшейся вокруг редакции газеты «Бунтарь», позже примкнул к группе «Буревестник». Участник революции 1905 года, потом эмигрировал во Францию. В 1907 году вернулся в Россию. В 1907—1909 годах — редактор журнала «Анархист». С 1909 по 1916 года — на каторге.
В 1917 году  Г. Б. Сандомирский — один из организаторов «Союза анархо-синдикалистской пропаганды». В 1918 году вместе с А. М. Атабекяном основал издательство «Почин».
С 1920-х годов на дипломатической работе — заведующий отделением балканских стран Народного комиссариата иностранных дел. Принимал участие в основании музея Кропоткина. 
В 1922 году был членом советской делегации на Генуэзской конференции, редактировал её материалы. С конца 1920-х годов занимался литературно-издательской делом, был членом редакционной коллегии журнала «Огонек». Активный сотрудник журналов «Каторга и ссылка», «Былое».  Сотрудничал с журналами «Новый мир», «Звезда». 
Автор первых трудов о фашизме в Италии: «Фашизм» (1923), «Чёрные блузы. Фашизм и молодёжь» (1924, 1925). Международным проблемам посвящена работа «Европа после войны» (1925).
Член общества бывших политкаторжан и ссыльнопоселенцев.
В 1934 году, а затем в 1937 году арестован, приговорён к расстрелу.

## Произведения, труды
- В неволе: Очерки и воспоминания. Типогр. Н. А. Сазоновой, 1919.
- Фашизм. Москва, Петроград: Государственное издательство, 1923.
- Фашизм. Ч. II. Итоги фашистского правления в Италии. Москва, Петроград: Государственное издательство, 1923.
- Французская социалистическая партия // Москва, Петроград: Государственное издательство, 1928.
- Мои встречи. Серия «Библиотека Огонек». Том 471. Москва: Огонек, 1929.
- На Ремесленной. Серия «Библиотека Огонек». Том 402. Москва: Огонек, 1929.
- Теория и практика европейского фашизма // Москва, Петроград: Государственное издательство, 1929.
- Улица неудачников: повести, рассказы, портреты // Издательство писателей, 1931. 247 с.
- Книга смерти // Москва: «Новый мир», № 11.1927.
- В когтях белого орла // Москва: «Новый мир», № 3.1928.